# Garypus levantinus
Espèce
Synonymes
- Garypus baronii Lazzeroni, 1970

Garypus levantinus est une espèce de pseudoscorpions de la famille des Garypidae.

## Distribution
Cette espèce se rencontre en Espagne, en Italie, en Grèce et en Israël.

## Publication originale
- Navás, 1925 : Sinopsis de los Quernetos (Arácnidos) de la Península Ibérica. Broteria, Zoologica, vol. 22, p. 99-1302.